# Joseph Kimhi
Joseph Kimhi (1105-1170), foi um professor rabino judeu da idade média, comentador da bíblia hebraica. Ele foi pai de Moses Kimhi e David Kimhi.